# Kasenga (Tanzania)
Kasenga è una circoscrizione rurale (rural ward) della Tanzania situata nel distretto di Chato, regione di Geita. Conta una popolazione di 16 863 abitanti (censimento 2012).